# Concordia (Sinaloa)
Concordia ist eine Stadt im Süden des mexikanischen Bundesstaates Sinaloa. Sie liegt auf einer Höhe 125 m an der Überlandstraße von Mazatlán nach Victoria de Durango, etwa 25 km westlich von Mazatlán. Beim Zensus 2010 wurden 8328 Einwohner gezählt. Concordia ist der Hauptort des Municipio Concordia.
Als Gründer der Stadt gilt der Kapitän Francisco de Ibarra, der ihr ursprünglich (1565) den Namen San Sebastián gegeben hatte. Die Stadt ist bekannt durch eine Möbelfabrik.

## Söhne und Töchter der Stadt
- Paul Aguilar (* 1986), Fußballnationalspieler
- Agustín Aguirre y Ramos (1867–1942), Bischof von Sinaloa